# Карлос Карус
Карлос Суарес Карус (ісп. Carlos Suarez Carus, 10 липня 1930 — 1997) — мексиканський футболіст, що грав на позиції нападника, зокрема, за клуб «Толука».

## Ігрова кар'єра
У футболі дебютував 1952 року виступами за команду «Атлетіко Веракрус», в якій провів один сезон. 
Своєю грою за цю команду привернув увагу представників тренерського штабу клубу «Толука», до складу якого приєднався 1953 року. Відіграв за команду з Веракруса наступні десять сезонів своєї ігрової кар'єри.
1962 року перейшов до клубу «Тібуронес Рохос», за який відіграв три сезони.  Завершив професійну кар'єру футболіста виступами за команду «Тібуронес Рохос» у 1964 році.

## Виступи за збірну
Був присутній в заявці збірної на чемпіонаті світу 1954 року у Швейцарії, але на поле не виходив.